# Kiezdeutsch
Kiezdeutsch ist eine Varietät des Deutschen, die vornehmlich unter Jugendlichen in urbanen Räumen mit einem hohen Bevölkerungsanteil an mehrsprachigen Menschen gesprochen wird. Seit Mitte der 1990er Jahre ist Kiezdeutsch als multiethnische Jugendsprache in den Blick der Öffentlichkeit getreten.

## Begriff
Der Begriff Kiezdeutsch stammt ursprünglich von Jugendlichen aus Berlin-Kreuzberg, die so ihren Sprachgebrauch untereinander bezeichnet haben. Er wurde 2006 in einem Aufsatz von der Linguistin Heike Wiese aufgegriffen (dort jedoch als „Kiez-Sprache“) und ist inzwischen sowohl in der wissenschaftlichen wie auch in der öffentlichen Diskussion etabliert. Zuvor verbreitete Bezeichnungen sind Gemischt-sprechen, Türkendeutsch, Ghettodeutsch  und Kanak Sprak.
Der Begriff Kiezdeutsch vermeidet negative Bewertungen und nimmt keine ethnischen Einschränkungen der Sprechergruppe vor. Zudem macht er deutlich, dass es sich einerseits um eine Varietät des Deutschen handelt und andererseits um eine informelle Sprechweise, die im „Kiez“ (ein Begriff, der im Berliner Dialekt das alltägliche urbane Wohnumfeld bezeichnet) beheimatet ist.

## Klassifikation
Sprachwissenschaftlich wurde Kiezdeutsch von Norbert Dittmar als „Ethnolekt“ klassifiziert. Dittmar zufolge seien bis 2007 nur mündliche ethnolektale Verwendungsweisen dokumentiert und Medienberichte „mehr oder weniger provozierend“ oder „mehr oder weniger soziolinguistisch korrekt“. Eva Wittenberg bezeichnet Kiezdeutsch konkreter als multiethnolektale Jugendsprache.
Die Linguistin Heike Wiese sieht in der Varietät einen „Multiethnolekt“ oder sogar einen „neuen Dialekt“, da sie von verschiedenen ethnischen Gruppen einschließlich Deutscher gebraucht werde und vor allem von Heranwachsenden in urbanen Gebieten mit hohen Migrationsanteilen gesprochen wird. Der These Wieses, dass das Kiezdeutsch ein „neuer Dialekt“ sei, wurde durch den Germanisten Helmut Glück widersprochen, da „ein Dialekt immer eine Redeweise ist, die für eine bestimmte Region charakteristisch ist und zudem eine historische Tiefe“ habe. Glück nannte als Merkmale der „jugendlichen Sprechweise“ vor allem „türkische und arabische Einflüsse, die sich nachweisen lassen“ sowie Verwechslungen des grammatikalischen Geschlechts und der Präpositionen, die sich vom Türkischen unterscheiden. Als historischen Vergleich für einen solchen „Turbodialekt“ nannte er das Ruhrdeutsch, das mit einer „starken polnischen Einwanderung in den Jahrzehnten um 1900“ entstand und ebenso eher ein Soziolekt sei. Das Ruhrdeutsch wird in der Sprachwissenschaft allerdings meist als Regiolekt eingestuft.

## Grammatikalische und lexikalische Eigenschaften
Kiezdeutsch weicht in verschiedenen Bereichen vom Standarddeutschen ab und weist eine Reihe grammatischer Innovationen auf.

### Wegfall von Präpositionen
Ein in der öffentlichen Wahrnehmung prominentes Phänomen ist der Gebrauch von Sätzen ohne Artikel und Präpositionen.
Beispiele:
„Gehst du heute Viktoriapark?“ [statt: zum Viktoriapark]
„Ich werde zweiter Mai fünfzehn.“ [statt: am zweiten Mai]
Dies wird oft als unsystematische sprachliche Vereinfachung wahrgenommen. Ähnliche Wendungen findet man allerdings auch in der gesprochenen Sprache außerhalb von Kiezdeutsch: Im informellen, gesprochenen Deutsch werden solche Konstruktionen z. B. im Berliner Raum regelmäßig bei der Bezeichnung von Haltestellen öffentlicher Verkehrsmittel verwendet.

### Verkürzungen
Funktionswörter und Flexionsendungen können verkürzt werden oder wegfallen.
Beispiel:
„Ich habe eine Blase am Fuß. Tut weh.“ [entfallenes Subjekt im zweiten Satz]

### Neue Wortstellungsoptionen
In Kiezdeutsch gibt es wie im Standarddeutschen die übliche Verb-zweit-Stellung für Aussagesätze und die Verb-letzt-Stellung bei Nebensätzen. Zusätzlich ist aber auch eine Verb-dritt-Stellung möglich oder auch eine Verb-erst-Stellung.
Beispiel:
„Ich wusste ganz genau, dass er das versteht, [Verb-letzt-Stellung im Nebensatz]
und darum hab ich das auch gesagt, [Verb-zweit-Stellung bei „darum“ (kausal)]
aber jetzt ich hasse ihn.“ [Verb-dritt-Stellung bei „jetzt“ (Rahmensetzer)]

### Entwicklung neuer Partikel
In Kiezdeutsch lassen sich Klitisierungen mit zwei neuen Partikeln beobachten: „musstu“ (entstanden aus „musst du“) und „lassma“ (entstanden aus „lass uns mal“). Diese Elemente werden als feste Ausdrücke zur Einleitung direktiver Sprechakte genutzt.
Beispiele:
„Musstu Doppelstunde fahren!“ [= Vorschlag an den Hörer, in der Fahrschule eine Doppelstunde zu fahren]
„Lassma Moritzplatz aussteigen!“ [= Vorschlag, gemeinsam am Moritzplatz aus dem Bus zu steigen]
In Kiezdeutsch ist die Entwicklung von „musstu“ zu einer Aufforderungspartikel schon so weit fortgeschritten, dass es auch gegenüber mehreren Hörern gebraucht werden kann, also in Kontexten, in denen im Standarddeutschen „müsst ihr“ verwendet würde. Die beiden Aufforderungspartikeln erfüllen unterschiedliche, sich ergänzende Funktionen: „lassma“ leitet Aufforderungen ein, die den Sprecher selbst einbeziehen (wir-Vorschläge), während „musstu“ Aufforderungen einleitet, die nur dem Hörer bzw. den Hörern gelten (du/ihr-Vorschläge).

### „So“ als Fokuspartikel
Die Partikel „so“ tritt in Kiezdeutsch neben der Verwendung wie im Standarddeutschen auch als Fokusmarker auf.
Beispiele:
„Dicker, ich hab, ich weiß nicht, also die Stadt ist nicht mein Dings so. Weißt, was ich meine? Ich bin mehr so Naturtyp für Natur, Dorf. So im Grünen, das ist mein Ding.“
„Ich höre Alpa Gun, weil er so aus Schöneberg kommt.“
„Die hübschesten Frauen kommen von den Schweden, also ich mein, so blond so.“
„So“ wird hier immer mit der Konstituente kombiniert, die den Fokus des Satzes trägt, und wird somit als Fokuspartikel verwendet. Auch diese Verwendung konnte außerhalb von Kiezdeutsch nachgewiesen werden, ist in einsprachigen Kontexten aber vermutlich nicht so häufig wie in mehrsprachigen.

### Neue Fremdwörter
Aus Heritage-Sprachen wie dem Türkischen und dem Arabischen (aber auch aus dem US-amerikanischen Englisch) werden neue Fremdwörter integriert, wie z. B. „lan“ (wörtlich „Mann/Typ“) oder „wallah“ (wörtlich „bei Allah“). Die Fremdwörter werden nach den Regeln der deutschen Grammatik verwendet („lan“ z. B. so ähnlich wie „Alter“ in der Jugendsprache, „wallah“ so ähnlich wie „echt“), und ihre Aussprache wird eingedeutscht. Als Fremdwörter werden sie von Sprechern mit unterschiedlichem sprachlichen Hintergrund gleichermaßen benutzt, also auch von Sprechern, die neben Deutsch z. B. kein Arabisch oder Türkisch beherrschen.

### Koronalisierung des „Ich-Lautes“
Auf phonologischer Ebene ist besonders die Koronalisierung des stimmlosen palatalen Frikativs ([ç] – „Ich-Laut“) zu nennen, die ähnlich z. B. auch aus Dialekten im Rheinland bekannt ist.

### Sprachliches Repertoire
Kiezdeutsch ist bei den Sprechern immer Teil eines größeren sprachlichen Repertoires, das daneben auch formellere Sprechweisen wie das Standarddeutsche umfasst. Die oben genannten grammatischen Charakteristika treten insbesondere in informellen, Peer-Group-Situationen auf, legen also einen Act of Identity nahe, der auf eine Bindung an eine bestimmte soziale Gruppe hindeutet.

## Wahrnehmung
Kiezdeutsch ist häufig vehementer Sprachkritik ausgesetzt, in der es als gebrochenes oder fehlerhaftes Deutsch angesehen wird. Eine Stellungnahme der Deutschen Gesellschaft für Sprachwissenschaft widerspricht dem jedoch. Wie andere Varietäten des Deutschen sei auch Kiezdeutsch kein Zeichen für mangelnde Sprachkompetenzen, sondern lediglich ein Teil eines sprachlichen Repertoires, das gezielt in bestimmten informellen Alltagskontexten genutzt wird.

## Das Kiezdeutschkorpus (KiDKo)
Eine umfangreiche Sammlung von Gesprächen in Kiezdeutsch steht mit dem Kiezdeutschkorpus (KiDKo) zur Verfügung. Das KiDKo wurde von 2008 bis 2015 in einem Projekt des Sonderforschungsbereichs 632 „Informationsstruktur“ an der Universität Potsdam erstellt (Teilprojekt B6).
Das online kostenlos zugängliche Korpus basiert zu einem Teil auf Audioaufnahmen, die Jugendliche aus einem multiethnischen Wohngebiet (Berlin-Kreuzberg) in ihrer Freizeit in ihrem Freundeskreis aufgenommen haben (Hauptkorpus), zum anderen Teil auf Aufnahmen von Jugendlichen aus einem monoethnischen Wohngebiet mit vergleichbaren sozioökonomischen Rahmenbedingungen (Berlin-Hellersdorf) (Ergänzungskorpus). Die Aufnahmen stammen aus dem Jahr 2008 und liegen im Korpus als durchsuchbare Transkripte vor, d. h. in verschriftlichter Form.
Das KiDKo ist ein linguistisch annotiertes Mehrebenenkorpus. Es enthält zusätzlich zum wörtlichen Transkript eine Ebene in orthografisch normalisierter Form (zum Teil als kommentierte Übersetzungen aus dem Türkischen), eine Ebene mit Wortartinformationen (PoS-Tagging) sowie eine Ebene mit syntaktischen Informationen (Chunks und topologische Felder). Die Transkripte sind außerdem mit den Audiodateien verknüpft. Sämtliche Daten (Transkripte und Audioaufnahmen) wurden anonymisiert.
Das Korpus kann nach einer kostenfreien Registrierung mit Hilfe des Such-Tools ANNIS im Webbrowser durchsucht werden.
Haupt- und Ergänzungskorpus werden komplementiert durch weitere kleinere Korpora, insbesondere das Korpus „Spracheinstellungen“ (KiDKo/E), das Daten zu Einstellungen, Wahrnehmungen und Sprachideologien aus der öffentlichen Diskussion (z. B. Leserbriefe und E-Mails aus dem Zeitraum 2009–2012) umfasst, und das Korpus „Linguistic Landscapes“ (KiDKo/LL), das unter dem Titel „Liebesgrüße aus dem Kiez“ Fotos von schriftlichen Sprachproduktionen im öffentlichen Raum aus dem Kiezdeutsch-Kontext beinhaltet.

## Pendants in anderen europäischen Sprachen
Die Herausbildung multiethnischer Jugendsprachen bzw. Dialekte ist auch in nichtdeutschsprachigen urbanen Räumen in Europa zu beobachten. Ähnliche Entwicklungen sind unter anderem fürs Dänische (in Kopenhagen), fürs Schwedische (in Stockholm und Malmö), fürs Norwegische (in Oslo) und fürs Niederländische (in Utrecht und Rotterdam) beschrieben worden. Interessanterweise weisen diese Sprechweisen ganz ähnliche Merkmale wie Kiezdeutsch auf, z. B. bestimmte Veränderungen in der Morphologie und in der Syntax. Dazu gehören u. a. ein vereinheitlichter Genusgebrauch (z. B. common gender vs. neutral gender im Dänischen in Beispiel (1) und (2)), die Möglichkeit, in einem Aussagesatz mit V2-Stellung mehr als ein Satzglied vor das finite Verb zu stellen, oder der Gebrauch von sån(n) als Fokusmarker im Norwegischen und Schwedischen in Beispiel (3) und (4) bzw. Beispiel (5) und (6):
(1) en job (Standarddänisch: et job)

DET.INDF Job

‚ein Job‘
(2) den der projekt (Standarddänisch: det der projekt)

DET.DEF DET.DEM Projekt

‚dieses Projekt‘
(3) [I dag] [hun] lagde somalisk mat. (Standardnorwegisch: I dag lagde hun somalisk mat.)

heute sie machte somalisch Essen

‚Heute hat sie somalisches Essen gemacht.‘
(4) [Nu] [ingen] kan terra mej längre (Standardschwedisch: Nu kan ingen terra mej längre.)

jetzt niemand kann terrorisieren mich länger

‚Jetzt kann mich niemand mehr länger terrorisieren.‘
(5) hon ville inte ha mej där bak (.) asså jag var sån (.) busfrö (.) när jag var liten (.) jag var sån BUse

sie wollte nicht haben mich dort hinten weißt du ich war sån kleiner Teufel als ich war klein ich war sån Plage.

‚Sie wollte nicht, dass ich hinten [im Raum] sitze, weil ich SÅN kleiner Teufel war, als ich klein war. Ich war SÅN Plage.‘
(6) i morgen må jeg på sånn konfirmaSJONSkurs

in morgen muss ich auf sånn Konfirmationskurs

‚Morgen muss ich zu SÅNN Konfirmationskurs.‘

## Sprachwissenschaftliche Studien zu Kiezdeutsch
In den vergangenen Jahren sind zahlreiche sprachwissenschaftliche Arbeiten zum Kiezdeutschen entstanden. Diese befassen sich mit soziolinguistischen und grammatischen Fragestellungen sowie mit sprachvergleichenden Aspekten.
Soziolinguistische Themen, wie Gruppenspezifik, Identitätskonstruktion und mediale Stilisierung werden u. a. in den Studien von Inken Keim zu den Sprechweisen einer deutsch-türkisch bilingualen Mädchengruppe in Mannheim behandelt und in Heike Wieses Aufsätzen zur Konstruktion sozialer Gruppen sowie in den Arbeiten von Peter Auer, Jannis Androutsopoulos und Helga Kotthoff zu Übernahmen von Kiezdeutsch durch nicht-mehrsprachige Sprecher und zur medialen Überformung von Kiezdeutsch. Neuere Untersuchungen befassen sich mit dem sprachlichen Repertoire von Kiezdeutsch-Sprechen und diesbezüglichen spezifischen Registerunterschieden. Darüber hinaus liegt ein Schwerpunkt der soziolinguistischen Forschung zu Kiezdeutsch auf den Bewertungen und sprachlichen Einstellungen sowohl der Sprecher selbst als auch der Gesellschaft gegenüber diesem Multiethnolekt. Im Bereich der Anwendung gibt es mehrere Arbeiten zu Kiezdeutsch in der Schule, insbesondere mit Vorschlägen zur Integration in den Deutschunterricht.
Im Bereich der Grammatik liegen vor allem Untersuchungen zur Phonetik, Phonologie und Syntax des Kiezdeutschen vor. Mit Fragen der Phonetik und Phonologie beschäftigen sich zum Beispiel die Arbeiten von Stefanie Jannedy, Melanie Weirich, Friederike Kern, Margret Selting und Yazgül Şimşek (Selting & Kern 2009; Jannedy et al. 2011; Şimşek 2012; Kern 2013; Jannedy & Weirich 2014). Syntaktische Studien befassen sich mit Konstruktionen wie Verbdrittstellung im Aussagesatz, artikellosen Nominal- und Präpositionalphrasen und Funktionsverbgefügen. Die Entstehung neuer Partikeln hat vor allem Heike Wiese erforscht.
Zu diesen Themengebieten ist in jüngster Zeit auch eine Reihe sprachvergleichender Studien entstanden, vor allem im Bereich der germanischen Sprachen.